# Acanthocope mendeleevi
Acanthocope mendeleevi är en kräftdjursart som beskrevs av Malyutina 1998. Acanthocope mendeleevi ingår i släktet Acanthocope och familjen Munnopsidae. Inga underarter finns listade i Catalogue of Life.